# Lancasteri Egyetem
A Lancasteri Egyetem (The University of Lancaster) egyetem az Egyesült Királyságban. A Lancasteri Egyetem a 6. legjobb egyetem a The Guardian, 8. az The Independent és 10. a The Times 2011-es ranglistája szerint az Egyesült Királyságban. Az egyetem éves bevétele 177 millió font sterling. A Lancasteri Egyetem tagja az N8 Csoportnak, ami magába foglalja a kutatásokban aktív észak-angliai egyetemeket (Durhami Egyetem, Leeds-i Egyetem, Liverpooli Egyetem, Manchesteri Egyetem, Newcastle-i Egyetem, Sheffieldi Egyetem, és Yorki Egyetem).

## Történet
A második világháború után a felsőoktatás különös fontossággal bírt az Egyesült Királyság kormányának a növekvő lakosság és az új technológiai fejlődések miatt. 1958 és 1961 között a brit kormány létrehozott hét modern egyetemet közöttük a Lancasteri Egyetemet. 1961. november 23-án hivatalosan is bejelentették a House of Commons-ban, hogy Lancaster lesz az egyik helyszín.
1964-ben Alexandra brit királyi hercegnő lett az egyetem első kancellára. A beavatási ceremónián részt vett Harold Wilson miniszterelnök is. Ugyan 2004-ben Alexandra lemondott kancellári címéről, de így is ő volt a leghosszabb ideig szolgáló egyetemi kancellár az Egyesült Királyságban.
Az egyetem első hallgatója 1964 októberében kezdte meg a tanulmányait. Kezdetben 13 egyetemi professzor és 32 további tanítói és kutatói személyzet, 8 könyvtári alkalmazott és 14 adminisztrátor látta el az egyetemi feladatokat. Az egyetem mottója a "patet omnibus veritas" (az igazság mindenki előtt nyitva van) lett. Az első tudomány hallgatók 1965-ben kezdhették meg a tanulmányaikat az egyetemen.
Az egyetem ideiglenesen Lancaster városában volt. Egy előadóterem és az egyetem első szemináriumi terme a Centenáriumi templomban (Centenary Church) kapott helyet. Az egyre növekvő diákok száma miatt az egyetem a Lancaster városához közel fekvő Morecambe városában is oktatta diákjait. A kezdetekben az egyetemi könyvtár a várnegyedben volt található.
Az egyetem az új campusra, ami Bailriggben található, 1966 és 1970 között költözött ki.
2014-ben az egyetem egy egész éven keresztül tartó ünnepségsorozattal ünnepelte fennállása 50-ik évfordulóját.

## Campusok

### Bailrigg

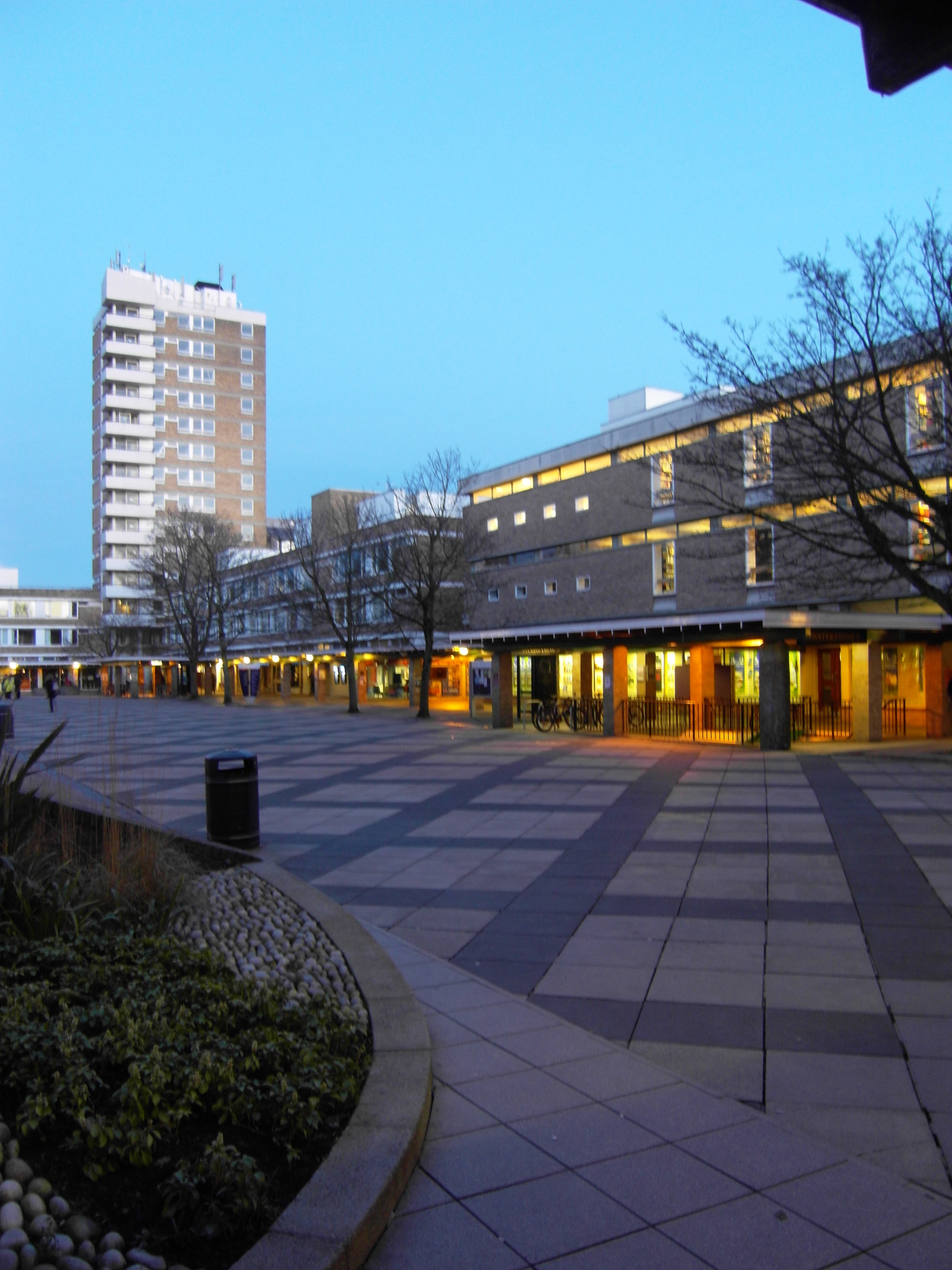
Alexandra tér és a Bowland torony

A Lancasteri Városi Tanács egy 360 hektáros földet adományozott az egyetemnek 1963-ban. A campus épületeit egy dombra építették. A domboldalakon az egyetem parkterülete terül el, illetve itt található a Carter tó (Lake Carter) és az egyetemek sportpályái. A Carter-tó Charles Carter az első kancellár helyettesről kapta a nevét. A campus 5 Lancaster városától kilométerre délre helyezkedik el. 1965 novemberében kezdték meg a Bailrigg campuson a munkálatokat, amelyet egy évvel később adtak át. 1968-ban nyitották meg az első diákszállót az egyetemen.
A többi egyetemi campus-szal ellentétben a Bailrigg campus-t úgy tervezték, hogy az oktatás, lakhatás és a társasági életnek is helyet adjon. A másik érdekessége a Bailrigg campusnak, hogy nincs egy nagy központi Diákok Egyesülete (Students' Union) épület, hanem az egyes karoknak saját társasági és rekreációs létesítményeik vannak. A közúti és a gyalogosforgalom különválasztották az egyetem területén. Az egyetemváros területét keresztülszeli egy aluljáró ami egy busz pályaudvarnak ad helyet. Személygépjárművekkel csak az egyetem permén lehet parkolni.
Az egyetem épületei egy gyalogosút ("gerinc") mentén helyezkednek el. A gyalogút északtól dél-nyugati irányban helyezkedik el és majdnem teljes egészében fedett. A fő tervezői Gabriel Epstein.
2016 és 2018 között a Spine-t újratervezték a Design The Spine projektben azzal a céllal, hogy a fa tetőszerkezetet kicseréljék és bizonyos helyeken kiszélesítsék a gyalogosutat.

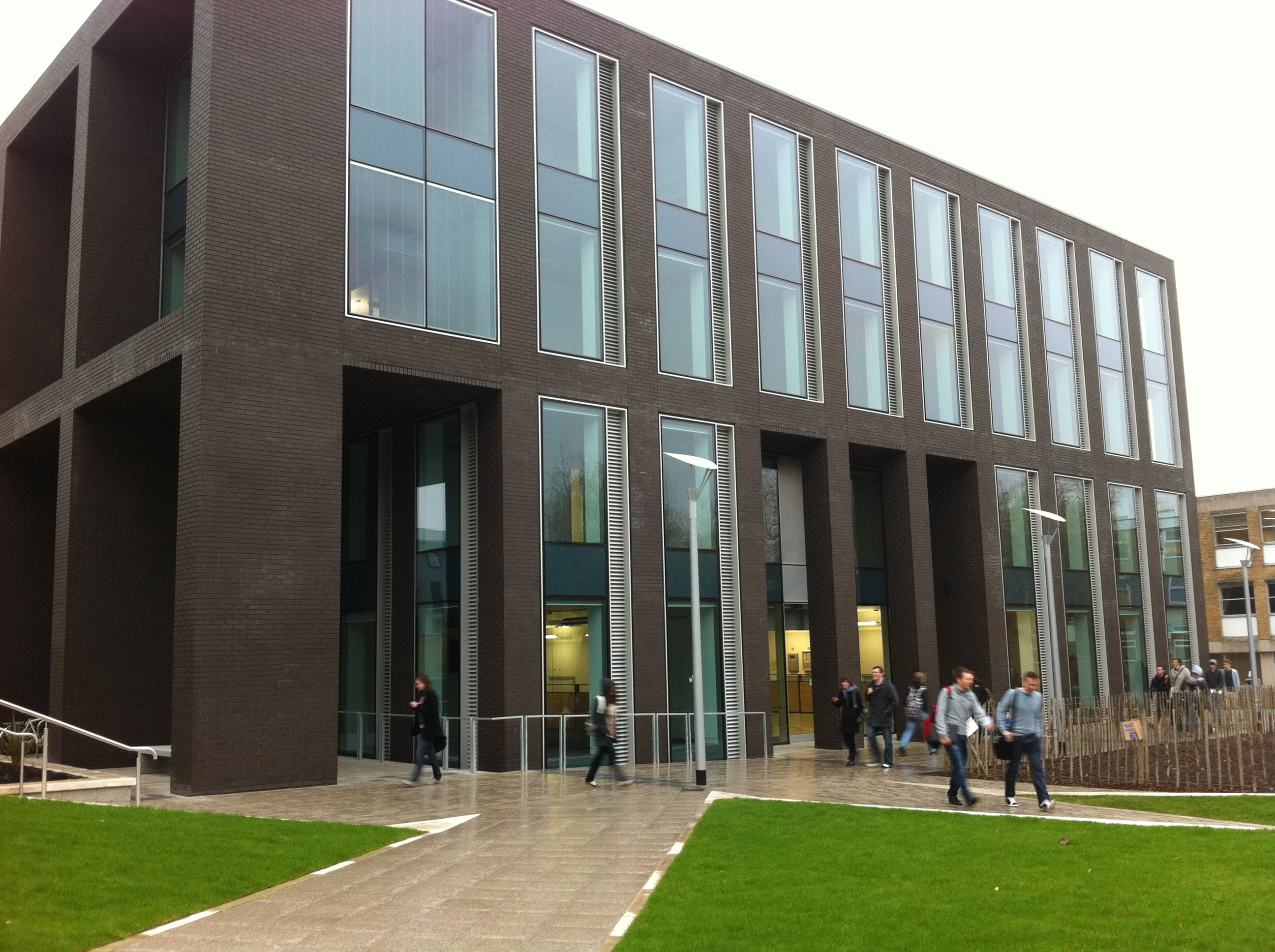
A Charles Carter épület

Az Alexandra tér az egyetem fő tere, amit Alexandra brit királyi hercegnőről neveztek el. Az Alexandra tér az eredeti campus középpontjában helyezkedik el és a dél-keleti sarkában található a könyvtár, amit Tom Mellor tervezett 1964-ben. Az egyetemi könyvtárat 1970 januárjában adták át, majd később 1997-ben kibővítették. 2014 és 2016 között a könyvtár teljes felújításon esett át. 1998-ban megnyitották a Ruskin Könyvtárat, amit Sir Richard MacCormac tervezett. Az Alexandra tér nyugati oldalán található az Egyetem Ház (University House), illetve bankok és boltok. A tér dél-keleti oldalán található az egyetem legmagasabb épülete a Bowland-torony (Bowland tower).

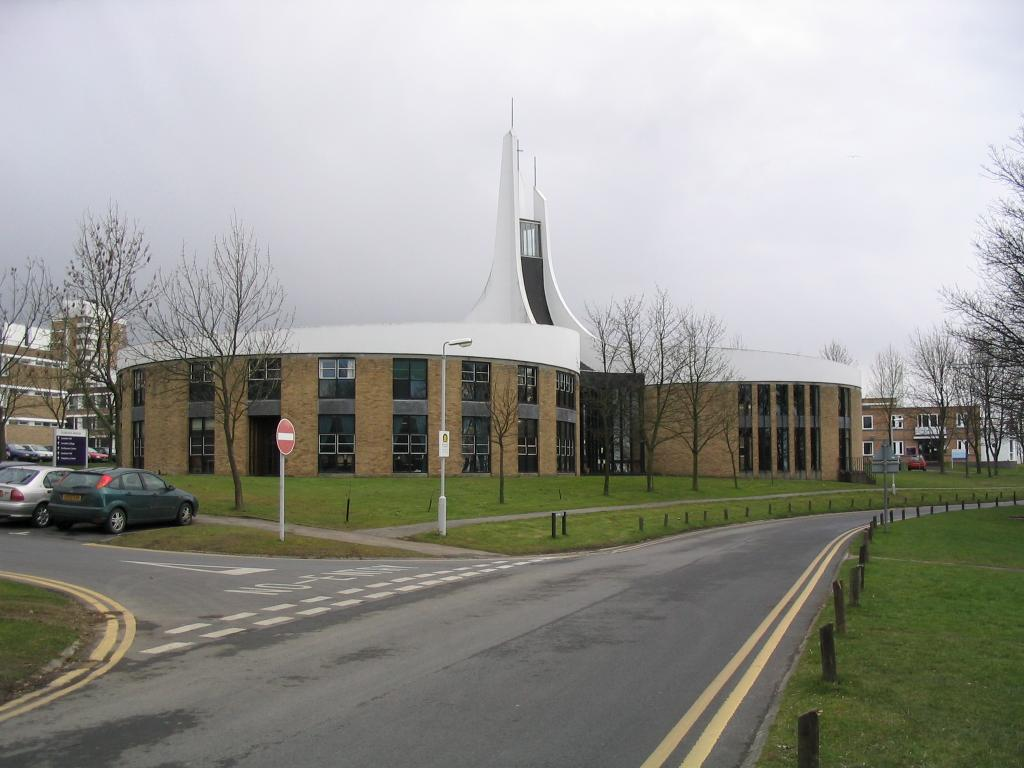
A kápolna

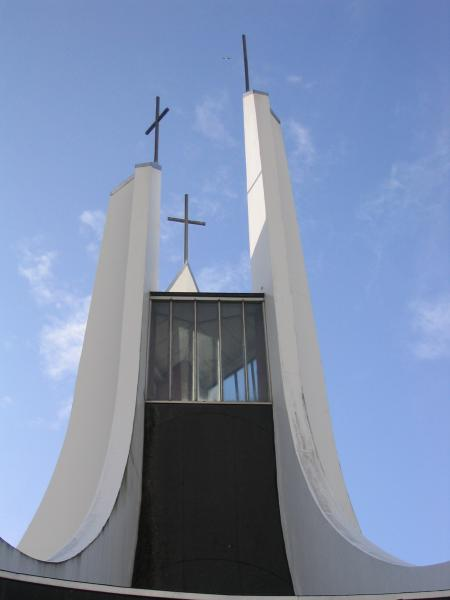
Az egyetemi kápolna

A Bailriggben található épületek egyik legérdekesebb épülete az Egyetemi Kápolna, amit 1969. május 2-án nyitottak meg. A kápolnát egy prestoni cég (Cassidy & Ashton) tervezte. A kápolna három levél alakú alapon fekszik és a központi tornyában találkozik a három kör. Az egyetemi korábbi logója tartalmazta a kápolnát.
Az eredeti tervek szerint egy ikercampus épült volna az M6-os autópálya keleti oldalán Hazelriggben, amit egy felüljáró kötött volna össze, de ezeket a terveket az 1970-es években elvetették.

#### Dél-keleti campus
1998-ban elkezdőzött az egyetem bővítése a Graduate College épületeinek építésével Bailrigg lejtői irányába. A Graduate College a mai dél-keleti campus része. A bővítés részeként megépült az InfoLab 21 és az Alexandra Park. Ezen kívül felépítették a Lonsdale Kollégiumot, a Cartmel Kollégiumot és a Pendle Kollégiumot. A Cartmel Kollégium a Barker farm, egy XVII. századi farmház köré épült.

##### Szolgáltatások
Boltok és szolgáltatások sokasága található a Bailrigg campuson. A Bailrigg campus otthont ad egy postahivatalnak, egy Barclays Bank fióknak, egy Santander Bank fióknak, egy egészségközpontnak, egy gyógyszertárnak, és egy fogorvosi rendelőnek. A Bailrigg campuson található még egy SPAR élelmiszerbolt, egy Subway bolt és rengeteg étterem.

## Az egyetemi karok
Az egyetem három karból áll (Művészeti és Társadalomtudományi Kar, Természettudományi Kar, Menedzsment Kar).

## Ismertebb hallgatói
- Roger Ashton-Griffiths – színész
- Robert Fisk – újságíró
- Martin J. Goodman – újságíró, író
- Justin Hill – író
- Ralph Ineson – színész
- D.F. Lewis – író
- James May – újságíró, bemondó
- Andrew Miller – író
- Paul Moorcraft – író
- Jacob Polley – költő
- Gary Waller – politikus (Konzervatív Párt)
- Sarah Waters – író

## Ismertebb oktatói
- Charles Alderson – nyelvész
- Martin Bygate – nyelvész
- Norman Fairclough – nyelvész
- Kormos Judit – nyelvészet
- Jane Sunderland – nyelvészet

## Fordítás
Ez a szócikk részben vagy egészben  a   Lancaster University című angol Wikipédia-szócikk fordításán alapul.  Az eredeti cikk szerkesztőit annak laptörténete sorolja fel. Ez a jelzés csupán a megfogalmazás eredetét és a szerzői jogokat jelzi, nem szolgál a cikkben szereplő információk forrásmegjelöléseként.